# Dorfkirche Görlsdorf (Angermünde)

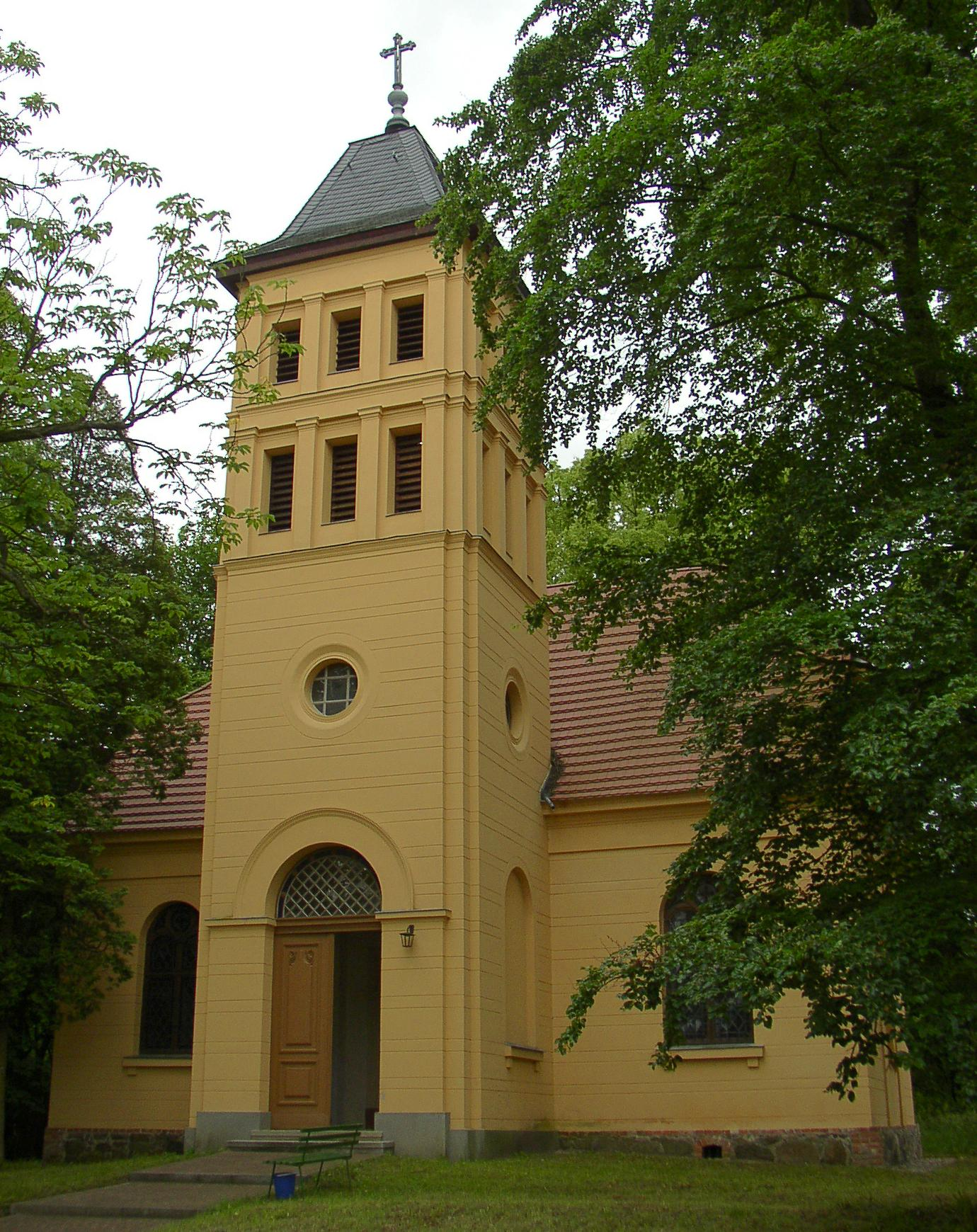
Dorfkirche Görlsdorf (Angermünde)

Die evangelische, denkmalgeschützte Dorfkirche Görlsdorf steht in Görlsdorf, einem Ortsteil der Stadt Angermünde im Landkreis Uckermark von Brandenburg. Sie gehört zum Pfarrsprengel Angermünde im Kirchenkreis Uckermark der Evangelischen Kirche Berlin-Brandenburg-schlesische Oberlausitz.

## Beschreibung
Auf einer kleinen Anhöhe zwischen dem Dorf und dem westlichen Rand des ehemaligen Gutsbereichs befindet sich die kapellenartige Dorfkirche Görlsdorf. Die nördliche Turmeingangsseite der Kirche ist zur Dorfstraße ausgerichtet. Görlsdorf war lange Zeit eine Filialkirche von Steinhöfel und seit 1840 wird die Gemeinde von Greiffenberg aus betreut. Die jeweiligen Gutsbesitzer hatten das Patronat inne, zuletzt von 1917 bis 1945 Victoria Gräfin von Redern-Lynar. Die aktuelle Kirche und vermutlich auch der Vorgängerbau wurden früher als Grablege der Familie von Redern genutzt.
Die verputzte Saalkirche wurde 1804 erbaut, als Ersatz für einen Vorgängerbau von um 1717. Sie steht traufständig zur Straße und besteht aus einem Langhaus mit drei Fensterachsen, das mit einem Krüppelwalmdach aus Biberschwänzen bedeckt ist. An dessen Nordseite wurde 1854, finanziert durch Bertha Gräfin von Redern, der quadratische Kirchturm angebaut, der durch Lisenen und Gesimse gegliedert und mit einem Helm in Form eines schiefergedeckten Pyramidenstumpfes bedeckt ist. 
Die mittleren Achsen der übrigen Fassaden sind als Risalite betont. Zur Kirchenausstattung gehört ein Kanzelaltar aus der Bauzeit. Das Altarkruzifix stammt aus der ersten Hälfte des 19. Jahrhunderts und wurde aus Messing gegossen, vermutlich von der Königlich Preußischen Eisengießerei in Gleiwitz. Der geschwungene Fuß hat drei Tatzen und zeigt Reliefdarstellungen nach Modellen von Leonhard Posch aus dem Jahr 1818. Die Taufe stammt ebenfalls aus der ersten Hälfte des 19. Jahrhunderts und besteht aus Holz und Marmor. Der achteckige Korpus hat einen geriffelten Fries. Darüber kragt das flache, achteckige Becken aus weißem Marmor weit aus.
Zwischen 1933 und 1936 wurden Reparaturarbeiten am Turm und an der Außenhülle der Kirche durchgeführt. Ab 1995 wurde die Kirche schrittweise einer umfassenden Sanierung unterzogen, die 2003 mit ihrer Wiedereinweihung abgeschlossen wurde.
Die Glocke wurde einer Inschrift zufolge 1936 in Apolda hergestellt und ist vermutlich ein Stahlguss. Sie wurde wahrscheinlich zum Gedenken an Wilhelm Heinrich Graf von Redern († 1914) und anderen Familienmitgliedern gestiftet und trägt eine Inschrift sowie das Familienwappen.

### Orgel
Die Orgel mit vier Registern, einem Manual und einem angehängten Pedal wurde 1848 von Carl August Buchholz gebaut. Sie steht gesondert unter Denkmalschutz.

### Erbbegräbnis der Familie von Redern
In der Turmhalle befindet sich das Grabmal von Maria Johanna Gräfin v. Redern, die 1788 verstorben ist. Es handelt sich um ein qualitativ hochwertiges Grabmal im klassizistischen Stil, das aus Sandstein gefertigt wurde. Das Grabmal besteht aus einem mehrteiligen Postament mit Inschriftenplatte, auf dem ein kannelierter Säulenstumpf mit Draperie ruht. Darüber befinden sich eine Inschrift und ein Profilbildnis der Verstorbenen. Als Bekrönung dient eine Deckelurne, die mit Girlanden geschmückt ist.
Im westlichen Teil der Kirche, unter dem Fußboden, befindet sich zudem das Erbbegräbnis der Familie von Redern. In der Gruft liegen fünf große und zwei kleine Holzsärge. Hier bestattet sind:
- Graf Heinrich Alexander von Redern (1804–1888)
- Victoire Gräfin von Redern, geb. Prinzessin Odescalchi (1811–1889)
- Marie Florentine, verwitwete Gräfin von Redern († 1842)
- Luise Wilhelmine Adelaide Marie Gräfin von Redern († 1856)
- Gräfin Bertha von Redern († 1875)
- Graf Friedrich Wilhelm von Redern (1802–1883)